# Papp Richárd
Papp Richárd (Budapest, 1973. december 17. –) kulturális antropológus, habilitált egyetemi docens. Kutatási területek: identitás, vallás, kulturális emlékezet, modern mítoszok és rítusok, etnicitás és nacionalizmus, a humor kulturális antropológiai és szociológiai jelentései. Az ELTE-TáTK oktatója. Részt vesz az alap, mester és doktori iskola hallgatóinak képzésében is.

## Tanulmányok
Az ELTE Bölcsészettudományi Karon folytatott egyetemi tanulmányokat. Diplomáját 1998-ban szerezte meg a Kulturális Antropológia Szakcsoportban, végzettsége kulturális antropológus bölcsész és tanár. Már tanulmányai alatt is végzett oktatói tevékenységet, illetve publikált . Boglár Lajos tanítványainak egyike volt. A Debreceni Egyetemen (Néprajz Tanszék) folytatott doktori tanulmányokat. A Multidiszciplináris Bölcsészettudományok Doktori Iskolájának Néprajz és Kulturális Antropológiai Tudományok Programjának hallgatója volt. Disszertációjának címe Vallás és etnicitás a vajdasági magyarok körében. Tudományos fokozatát (PhD) 2006-ban szerezte. Habilitációs előadására 2013-ban került sor az ELTE-n, fokozatát szociológiai tudományok területén szerezte. Oklevelét 2013.október 9-én vehette át. Jelenlegi kutatásainak tudományága néprajz és kulturális antropológia.

## Munkássága

#### Kutatási és oktatási területei
Identitás, vallás, kulturális emlékezet, modern mítoszok és rítusok, etnicitás és nacionalizmus, a humor kulturális antropológiai és szociológiai jelentései. Terepmunkáit a magyarországi szerbek, budapesti, kárpátaljai és izraeli zsidó közösségekben, illetve Délvidéken végezte.

#### Munkahelye
Egyetemi diákéveitől kezdve számos órát tart az ELTE BTK-n, majd az ELTE TáTK-on (miután létrejött a Társadalomtudományi Kar, s része lett a Kulturális Antropológia Tanszék <Kulturális Antropológia Szakcsoport> is). Előbb az ELTE-TáTK Kulturális Antropológia Tanszék tanársegédje, majd adjunktusa lett, miközben Magyar Tudományos Akadémia Nemzeti-Etnikai Kisebbségkutató Intézetének tudományos munkatársa is volt. Jelenleg habilitált egyetemi docens.

#### Kurzusai (1995-től kezdve)
| - A judaizmus antropológiája - A kulturális antropológia elmélete és módszerei: vallás - A kulturális antropológia kezdetei - A kultúra arcai - Antropológiai kutatások Közép-Európában - Antropológiai módszerek a társadalom-kutatásban - Antropológiai terepmunka-technikák - Bevezetés a kulturális antropológiába - Bevezetés a vallásantropológiába - Bibliai antropológia - Boglár Lajos antropológiája - Current minority problems - Esztétikai antropológia - Etnikus vallások Közép-Kelet- Európában - Etnoregionális kutatások Közép-Európában - Etnoregionális kutatások műhelye - Humor és társadalom - Így kutatunk mi. Kulturális antropológiai kutatás-módszertan - Közép-Európa antropológiája - Közép-Európa műhely - Közép-Európa népei | - Kulturális antropológia - Kulturális antropológia módszertan - Kutatásmódszertan - Magyar kultúrák a Kárpát-medencében - Magyar-zsidó kultúra Közép-Európában - Mérföldkövek a kulturális antropológiában II.: az utóbbi évtizedek kulturális antropológiai irányzatai - Mítoszok és rítusok - Muszlim kultúrakutató műhely - Recent Question of the Hungarian Cultural Identity - Szakantropológiai szeminárium: zsidó kultúra Közép- és Kelet-Európában - Szakdolgozati szeminárium - Szakrális idő - Szigorlati szeminárium - Társadalmi jelenségek és folyamok modellezése - Terepmunka-felkészítés - Vallás és kultúra - Vallás és kultúra Közép-Európában - Vallásantropológia - Zsidó és keresztény kultúrák - Zsidó és keresztény kultúrák II.: Szent struktúrák és tradíciók - Zsidó és keresztény kultúrák III.: tér és idő jelentéstartalmai a zsidó és keresztény kultúrákban |

Részt vesz az alapképzés (kari), mesterképzés (kari és antropológia), a Szociológia Doktori Iskola Interdiszciplináris Társadalomkutatások Doktori Program, Erasmus Program és a kapcsolódó szakkollégiumok hallgatóinak oktatásában is. Előadásokat, szemináriumokat, szakszemináriumokat is tart. Kurzusait magyar és angol nyelven tartja. Számos hallgató konzulense volt (antrop. és más szakok), valamint eddig 3 doktorandusz témavezetője, akik közül ketten abszolutóriumot is szereztek.

#### Oktatási tevékenységek külföldön
- 2013-2014 őszi félév: Recent Questions of the Hungarian Cultural Identity. Poland, Poznan, Adam Mickiewicz University, Institute of Ethnology and Cultural Anthropology
- 2014-2015 tavaszi félév: Ethnicity and Nationalism. Slovakia, Bratislava, Comenius University, Department of Social Anthropology[4]

#### Tudományos tevékenysége
Részvétel hazai és nemzetközi konferenciákon és előadásokon. 2012-től 2016-ig a Magyar Kulturális Antropológiai Társaság (MAKAT) választmányi tagja volt. Számos tanulmány, kötet, tankönyv, felsőoktatási jegyzet szerzője és szerkesztője.

#### Nyelvtudása
Angolul és szerbül beszél. A magyar nyelv mellett angolul és lengyelül is jelentek meg publikációi.

#### Elnyert díjak
- 1999 – OTDK Társadalomtudományi szekció: 3. hely
- 2002 – Akadémiai Ifjúsági Díj
- 2002 – Nemzeti Stratégiai Programok Díj: nyertes pályázati munka
- 2003 – OTDK Kulturális és szociálantropológia szekció: elismerő oklevél témavezetői tevékenységért első, a második, harmadik, valamint különdíjat elnyerő diákok felkészítéséért
- 2006 – Rothschild Foundation Europe, Post-Doctoral Grant
- 2007–2010 Bolyai János Kutatói Ösztöndíj
- 2011 – Bolyai-plakett[4]

## Művei
- Szakadékok és hidak. A magyar és a román egymás mellett élés lehetőségei és stratégiái Hargita megyében; MTA PTI Etnoregionális Kutatóközpont, Bp., 1997 (MTA PTI Etnoregionális Kutatóközpont munkafüzetek)
- Etnikus vallások a Vajdaságban? Kisebbségi léthelyzetek kulturális antropológiai értelmezései; MTA Kisebbségkutató Intézet–Gondolat Kiadói Kör, Bp., 2003 (Kisebbségi monográfiák)
- Van-e zsidó reneszánsz? Kulturális antropológiai válaszlehetőségek egy budapesti zsidó közösség életének tükrében; Múlt és Jövő Könyvek, Bp., 2004
- Kisebbség és kultúra; A. Gergely András, Papp Richárd; MTA Etnikai-nemzeti Kisebbségkutató Intézet–MTA PTI–ELTE Kulturális Antropológiai Szakcsoport, Bp., 2004 (Antropológiai tanulmányok)
- Hajnal Virág–Papp Richárd: "Mint leveleket a vihar...". Kulturális antropológiai tanulmányok az ezredforduló délvidéki magyarjairól; Forum, Újvidék, 2004 (Gemma könyvek)
- Etnikai kölcsönhatások és konfliktusok a Kárpát-medencében. Válogatás a Változások a Kárpát-medence etnikai tér- és identitásszerkezetében című konferencia előadásaiból; szerk. Kozma István, Papp Richárd; Gondolat–:MTA Etnikai-nemzeti Kisebbségkutató Intézet, Bp., 2004 (Kisebbségek Kelet-Közép-Európában)
- Tanulmányok a szórványról; szerk. Ilyés Zoltán, Papp Richárd; Gondolat–MTA Etnikai-nemzeti Kisebbségkutató Intézet, Bp., 2005 (Magyar világok)
- Kárpátalja. Társadalomtudományi tanulmányok; szerk. Beregszászi Anikó, Papp Richárd; MTA Etnikai-nemzeti Kisebbségkutató Intézet–II. Rákóczi Ferenc Kárpátaljai Magyar Főiskola, Bp.–Beregszász, 2005
- Kultúrák között. Hommage à Boglár Lajos; A. Gergely András, Papp Richárd, Prónai Csaba; Nyitott Könyvműhely, Bp., 2006 (Kulturális antropológia)
- Mindennapi előítéletek. Társadalmi távolságok és etnikai sztereotípiák; szerk. Bakó Boglárka, Papp Richárd, Szarka László; Balassi, Bp., 2006
- Délvidék. Vajdaság. Társadalomtudományi tanulmányok; szerk. Papp Richárd; Vajdasági Magyar Művelődési Intézet, Zenta, 2007
- A szakralitás arcai. Vallási kisebbségek, kisebbségi vallások; szerk. A. Gergely András, Papp Richárd; Nyitott Könyvműhely, Bp., 2007
- Bennünk élő múltjaink. Történelmi tudat – kulturális emlékezet; szerk. Papp Richard, Szarka László; Vajdasági Magyar Művelődési Intézet, Zenta, 2008
- Hajnal Virág–Papp Richárd: Közelből is távol. Magyar világok a Vajdaságban; Vajdasági Magyar Művelődési Intézet–Timp, Zenta–Bp., 2008
- Miért kell Kohn bácsinak négy hűtőszekrény? Élő humor egy budapesti zsidó közösségben; Nyitott Könyvműhely, Bp., 2009
- Bezzeg a mi rabbink. Így nevet egy pesti zsinagóga; Libri, Bp., 2015